# Institut für Infektionsmedizin (Riems)
Das Institut für Infektionsmedizin (IMED) ist eine Forschungseinrichtung der Bundesrepublik Deutschland, die ein Teil der rechtlich selbstständigen Bundesoberbehörde Friedrich-Loeffler-Institut (FLI) auf der Insel Riems ist. Das FLI trägt auch die Zusatzbezeichnung „Bundesforschungsinstitut für Tiergesundheit“. Das Institut betreibt in erster Linie Ressortforschung für das
Bundesministerium für Ernährung, Landwirtschaft und Verbraucherschutz. Die Forschungsaufgaben des IMED liegen im Gebiet der Veterinärmedizin und der Infektiologie.

## Geschichte
Das Institut ist eine von vier Forschungseinrichtungen auf der Insel Riems, deren Geschichte auf den Virologen Friedrich Loeffler (1852–1915) und in das Jahr 1910 zurückgeht. In der heutigen Form wurde das Institut im Jahr 1992 neu gegründet.

## Forschung
Das Institut betreibt angewandte Forschung zur Ätiologie und Pathogenese viral, bakteriell und multifaktoriell bedingter Krankheiten der Tiere mit dem Ziel der Entwicklung immunprophylaktischer Maßnahmen und der Ausarbeitung von Bekämpfungsstrategien.
Von aktueller Bedeutung sind Untersuchungen der Klassischen Schweinepest bei Wild- und Hausschweinen, zur Immunpathologie von Retrovirusinfektionen bei Rindern, zur Immunologie von Nutzfischen sowie in Zusammenarbeit mit den anderen Instituten des FLI Studien zur molekularen Diagnostik und vergleichenden Pathologie der Klassischen Geflügelpest und Newcastle-Krankheit, zur Pathogenese der Kaninchenseuche, zur Neuropathologie animaler Herpesviren sowie zur Pathogenese und Immunprophylaxe der Maul- und Klauenseuche.
Das Institut betreibt eine Zellbank, die relevante Zelllinien für die veterinärmedizinische Forschung und Diagnostik entwickelt, charakterisiert und für das FLI sowie für andere nationale und internationale Institutionen bereitstellt.
Beim Mückenatlas zur Kartierung des Vorkommens von Stechmücken kooperiert das Institut mit dem Leibniz-Zentrum für Agrarlandschaftsforschung.
Im Institut befindet sich auch die Versuchstierhaltung des Standortes Riems.

## Referenzlaboratorien
Von den Nationalen Referenzlaboratorien werden umfangreiche hoheitliche Aufgaben im Sinne der Überwachung sowie der Verbesserung der Diagnostik von anzeigepflichtigen Tierseuchen, meldepflichtigen Tierkrankheiten und Zoonosen wahrgenommen.
Im Institut sind die Nationalen Referenzlaboratorien für Fischkrankheiten und für Muschelkrankheiten angesiedelt.
Zu den weiteren behördlichen Aufgaben gehören u. a. die Mitwirkung bei der Diagnose viraler und bakteriell bedingter Infektionskrankheiten sowie die Beratung von Behörden und Verbänden im Rahmen der Bekämpfung und Diagnostik von Infektionskrankheiten der Tiere.